# Reinhard Pünder
Reinhard Pünder, auch Dom Reinaldo, (* 12. Januar 1939 in Berlin; † 16. Januar 2011 in Coroatá) war ein deutscher Geistlicher und Bischof von Coroatá in Brasilien.

## Familie
Reinhard Pünder war jüngstes von acht Kindern aus der Ehe des bekannten Rechtsanwalts Werner Pünder und dessen Ehefrau Hedwig, geb. Lentze. Seine Mutter war Ururenkelin des Kunstmalers Adrian Ludwig Richter (1803–1883).
Sein Onkel war der Politiker Hermann Pünder, der mit Magda, geborene Statz und Schwester von Leo Statz (1898–1943) und Cousine von Erich Klausener, verheiratet war. Tilman war sein Neffe, Hermann Pünder sein Großneffe.
Sein Bruder, Godehard Pünder (1935–2017), war ebenfalls als Jesuitenpriester mit ihm in Brasilien sowie auch in Berlin-Kreuzberg tätig.

## Leben
Ab dem vierten Lebensjahr wuchs er in Endorf im Chiemgau auf. Er besuchte das Humanistische Gymnasium Rosenheim sowie das Benediktinergymnasium Ettal, wo er 1958 das Abitur machte. Seit der Rückkehr des Vaters aus sowjetischer Gefangenschaft und anschließender DDR-Haft im Jahre 1953 lebte die Familie in Frankfurt am Main. Dort studierte Reinhard Pünder zur Vorbereitung auf den Priesterberuf im Bistum Limburg zwei Jahre Philosophie an der Philosophisch-Theologischen Hochschule Sankt Georgen.
Von 1960 bis 1968, während des II. Vatikanischen Konzils, studierte er Katholische Theologie mit Doktorat an der Päpstlichen Universität Gregoriana. Am 10. Oktober 1964 empfing er durch Julius Kardinal Döpfner die Priesterweihe. Von 1969 bis 1972 war er Kaplan im Bistum Limburg (Bad Schwalbach und Dreifaltigkeit/Wiesbaden). Ab 1972 war Pünder, Mitglied der Fokolarbewegung, als Fidei-Donum-Priester in Palmares im Bundesstaat Pernambuco im Nordosten Brasiliens, tätig, später auch Generalvikar des Bistums Palmares.
Am 14. Mai 1978 wurde Reinhard Pünder von Papst Paul VI. zum ersten Bischof der neuen Diözese Coroatá in Maranhão/Brasilien ernannt. Die Bischofsweihe spendete ihm am 29. Juli 1978 in Palmares der dortige Bischof Acácio Rodrigues Alves; Mitkonsekratoren waren João José da Mota e Albuquerque, Erzbischof von São Luís do Maranhão, und Gerhard Pieschl, Weihbischof in Limburg. Sein Wahlspruch war „Suchet zuerst das Reich Gottes.“ Am 6. August 1978 wurde Reinhard Pünder als erster Bischof des Bistums in das Amt eingeführt.
Am 10. April 2010 führte er Dom Sebastião Bandeira Coêlho als Koadjutorbischof von Coroatá in sein Amt ein.
Im August 2009 hatten Ärzte bei Reinhard Pünder Bauchspeicheldrüsenkrebs diagnostiziert, an dessen Folgen er am 16. Januar 2011 verstarb. Er wurde in der Catedral Nossa Senhora da Piedade in Coroatá bestattet.